# Willem Bastiaan Tholen
Willem Bastiaan Tholen (Amsterdam, 13 februari 1860 – Den Haag, 5 december 1931) was een Nederlands kunstschilder. Hij schilderde landschappen en portretten. Hij is verwant aan de Haagse impressionisten.

## Leven en werk
Tholen werd in 1860 in Amsterdam geboren als zoon van de schilder, en latere kunsthandelaar, Pieter Hendrik Hermanus Tholen en Johanna Maria Arendsen. Hij groeide op te Kampen in een artistiek milieu. Tholen werd opgeleid aan de Rijksakademie van beeldende kunsten in Amsterdam, waar hij de M.O.-akte tekenen behaalde en aan de Polytechnische School te Delft, waar hij de M.O.-akte rechtlijnig tekenen behaalde. Hij kreeg onder anderen les van Paul Joseph Constantin Gabriël. In Delft kreeg Tholen les van Adolf le Comte.
Tholen vestigde zich na zijn opleiding als tekenleraar in Gouda en daarna in Kampen. Hij woonde en werkte vervolgens in verschillende plaatsen in Nederland. De natuur vormde voor Tholen de grootste bron van inspiratie.
Tholen trouwde in 1886 met Jacoba Suzanna Muller, die in 1918 overleed. Hij hertrouwde in 1919 met Lita de Ranitz. Hij woonde en werkte in Den Haag op de zogenaamde Kanaalvilla. Hij was lid van het kunstenaarsgenootschap Pulchri Studio in Den Haag. Hij overleed in december 1931 op 71-jarige leeftijd in zijn woonplaats Den Haag. Hij werd begraven op de Nieuwe Begraafplaats aan de Soerenseweg in Apeldoorn in het graf van zijn vader.
Zijn werk werd in 1903 bekroond met de 'gouden medaille', beschikbaar gesteld door de koningin-moeder Emma.

## Werk in openbare collecties (selectie)
- Centraal Museum, Utrecht
- Dordrechts Museum
- Kunstmuseum Den Haag
- Groninger Museum
- Museum Arnhem
- Museum Boijmans Van Beuningen, Rotterdam
- Museum Gouda
- Zuiderzeemuseum, Enkhuizen[4]
- Rijksmuseum Amsterdam, Amsterdam[5]
- Stedelijk Museum, Amsterdam
- CHC. Cultuur Historisch Centrum land van Vollenhove, Vollenhove

### Exposities
In 2019 was voor het eerst in decennia een overzichtstentoonstelling van het werk van Tholen gehouden in Parijs in de Fondation Custodia, daarna te zien in het Dordrechts Museum. Al kort na de opening moest het Dordtse museum sluiten wegens de uitbraak van de coronacrisis. Een aantal tentoongestelde werken is vervolgens online te zien geweest. Na de heropening van het museum was de tentoonstelling weer tot en met 1 november 2020 te zien.

## Galerij

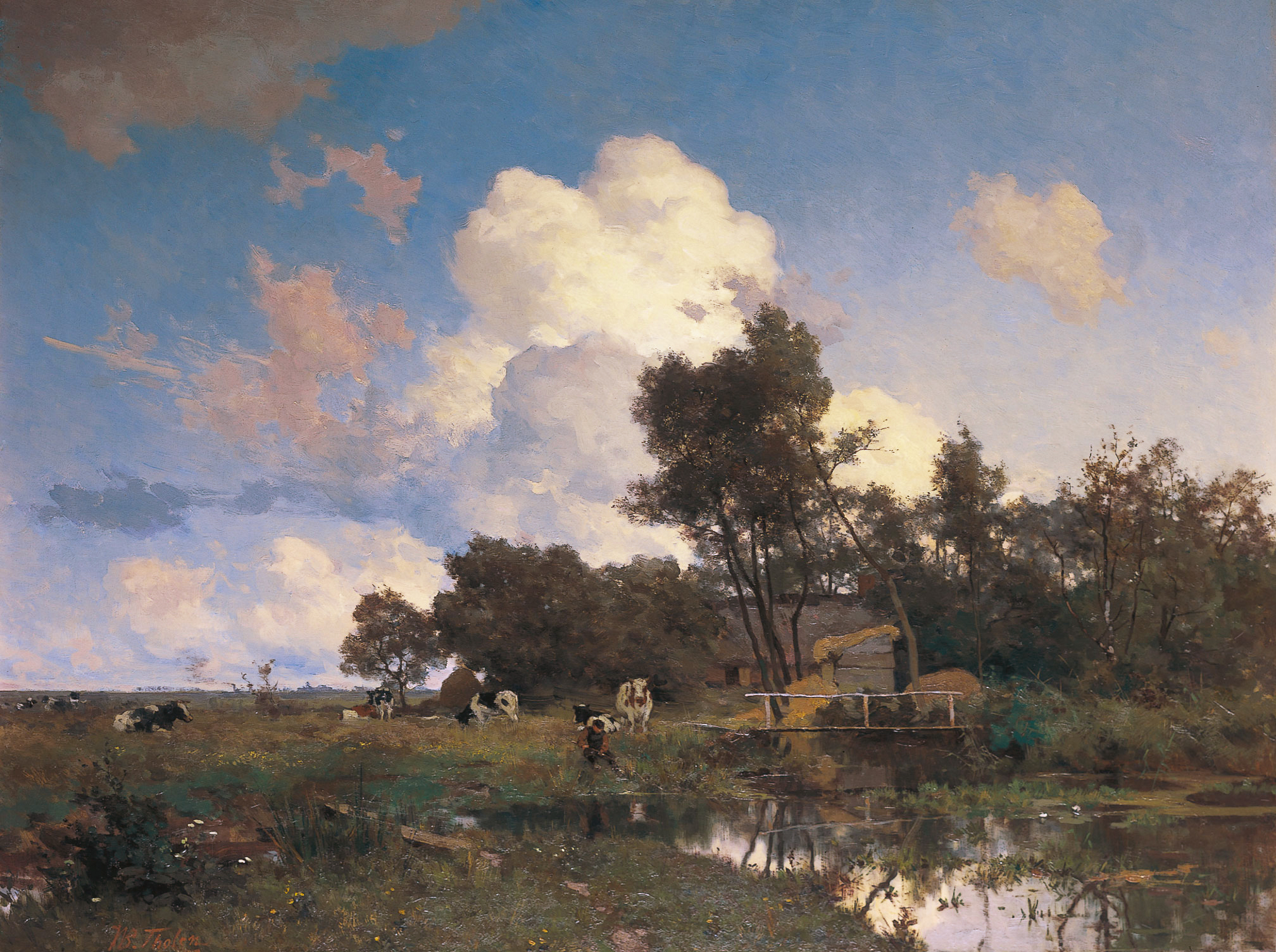
Zomers boerenlandschap
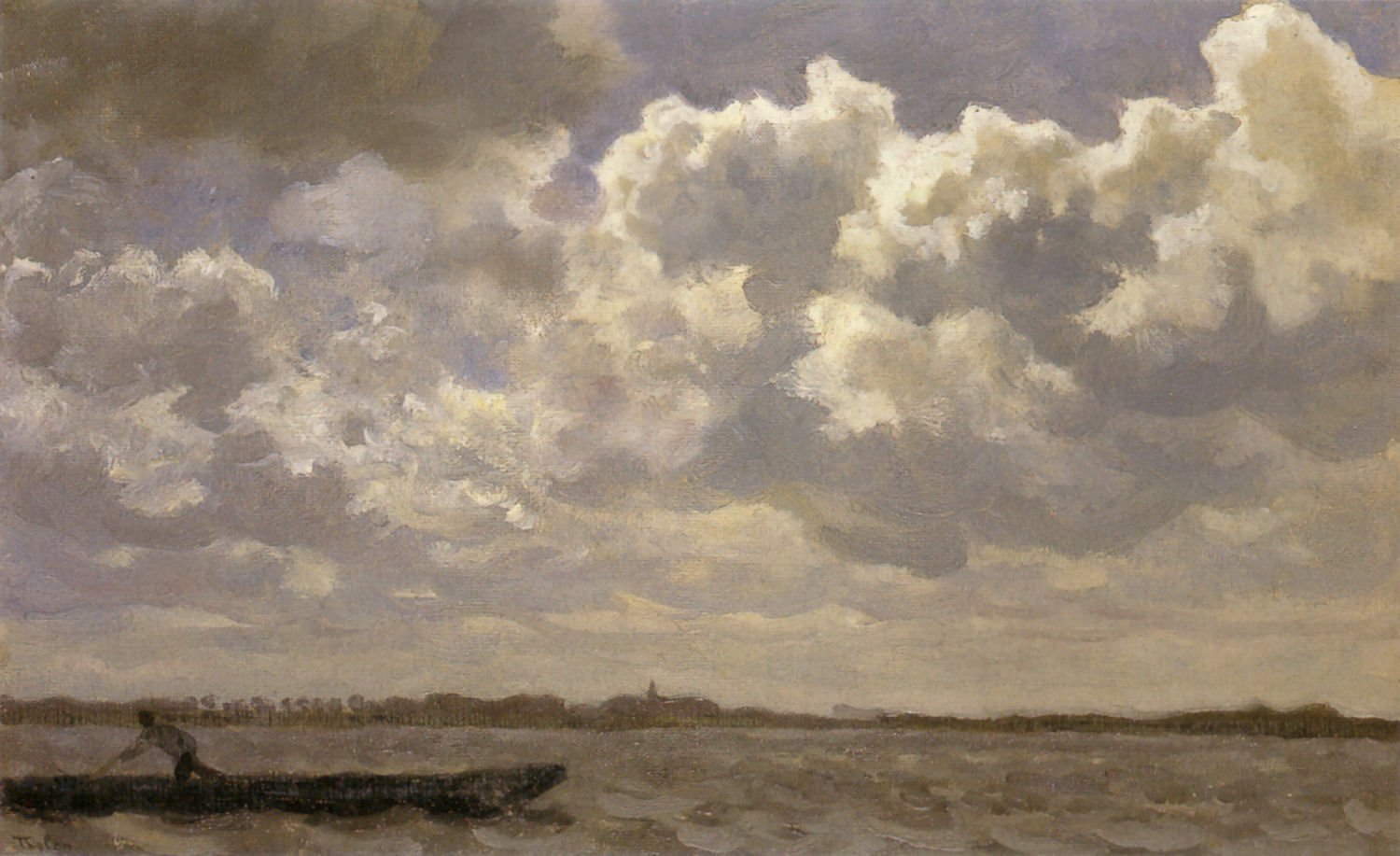
Zuiderzee bij onstuimig weer
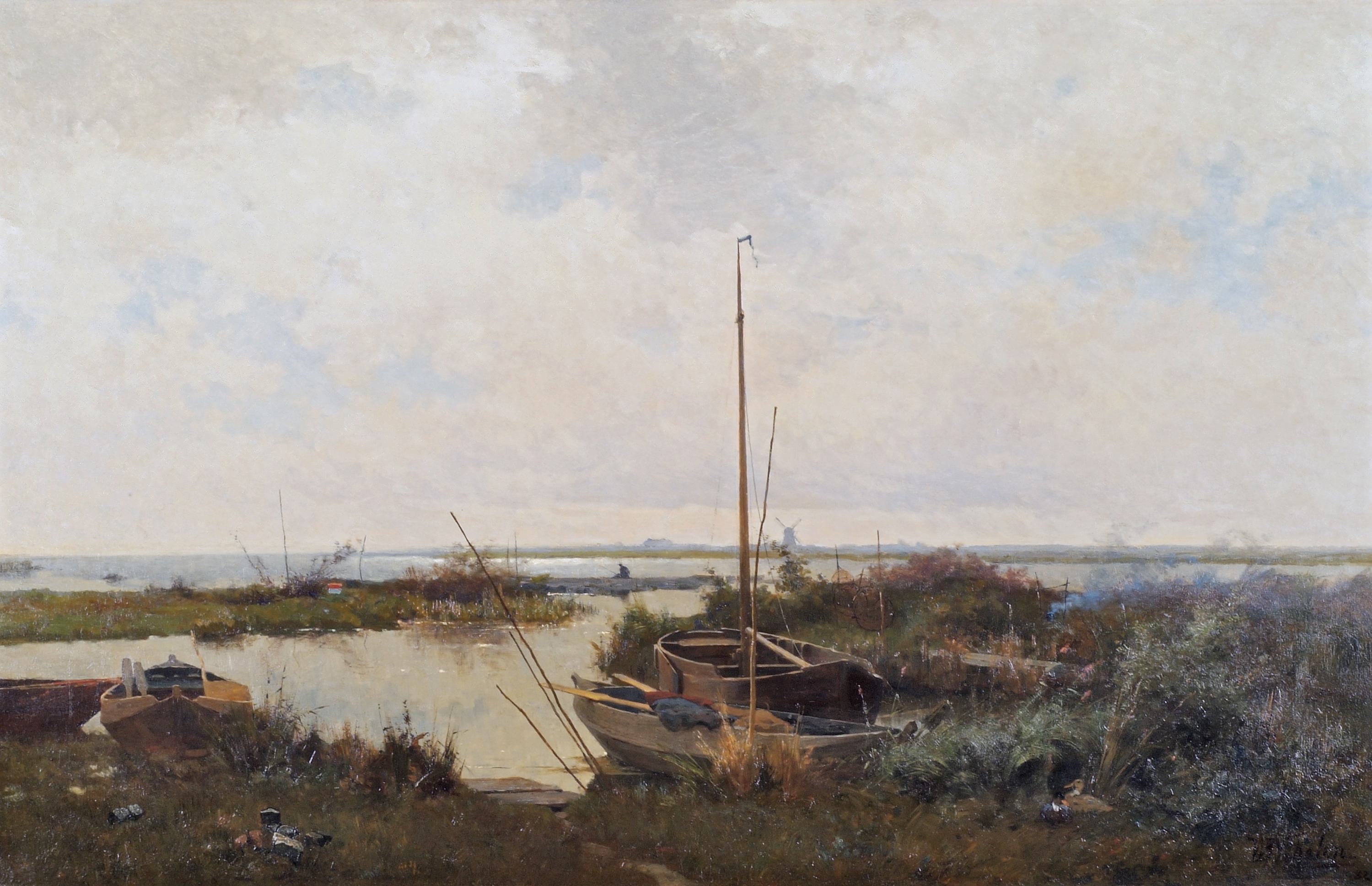
Rivierlandschap bij Giethoorn (1882), Museum Gouda
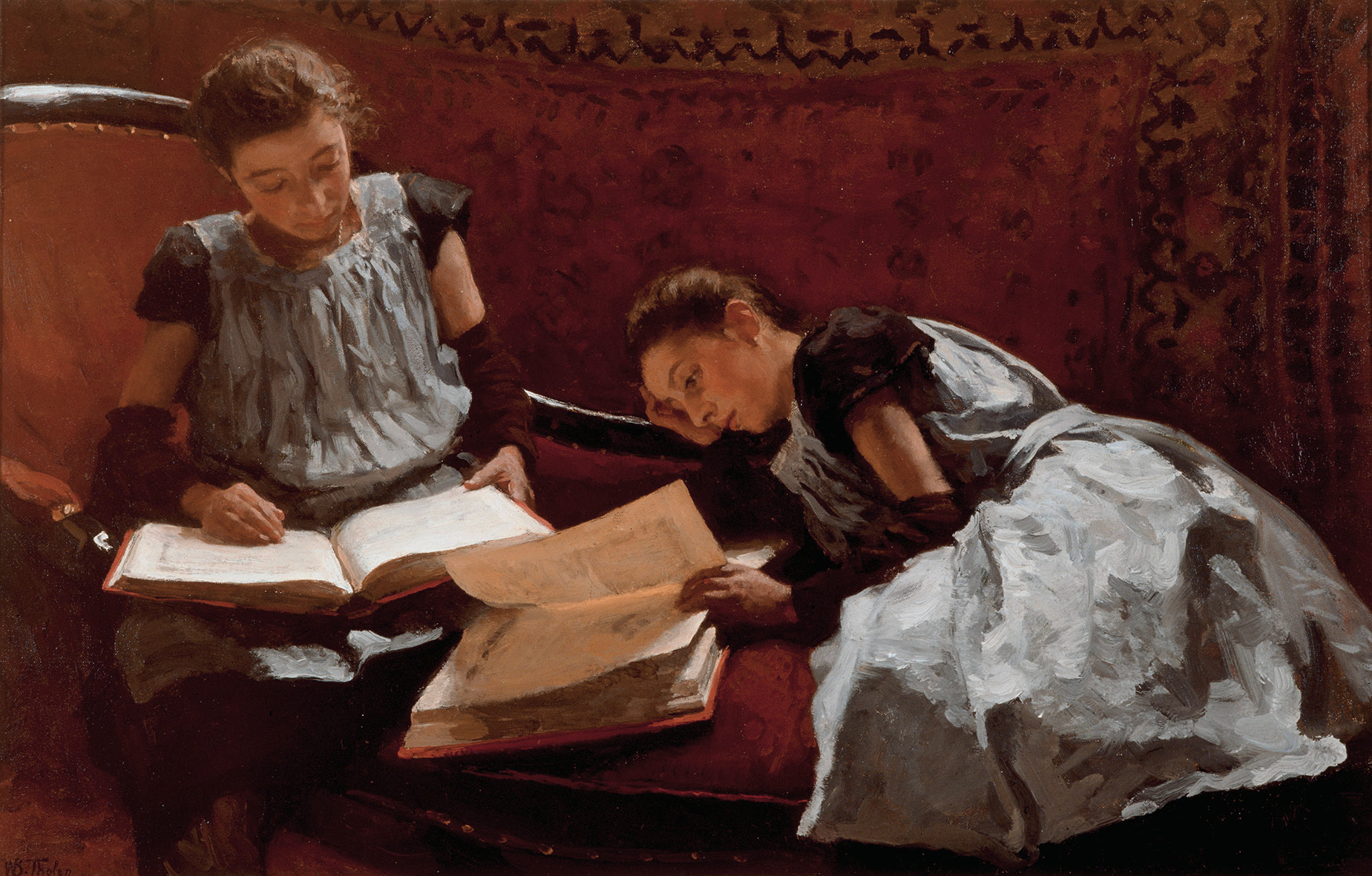
De gezusters (1895): Elisabeth Arntzenius (1881-1936) en Dora Arntzenius (1882-1956), Museum Gouda